# راننده تاکسی (فیلم ۱۹۷۷)
«راننده تاکسی» (انگلیسی: Taxi Driver (1977 film)) یک فیلم است که در سال ۱۹۷۷ منتشر شد.